# Neue Sankt-Peter-Kirche (Tirschenreuth)

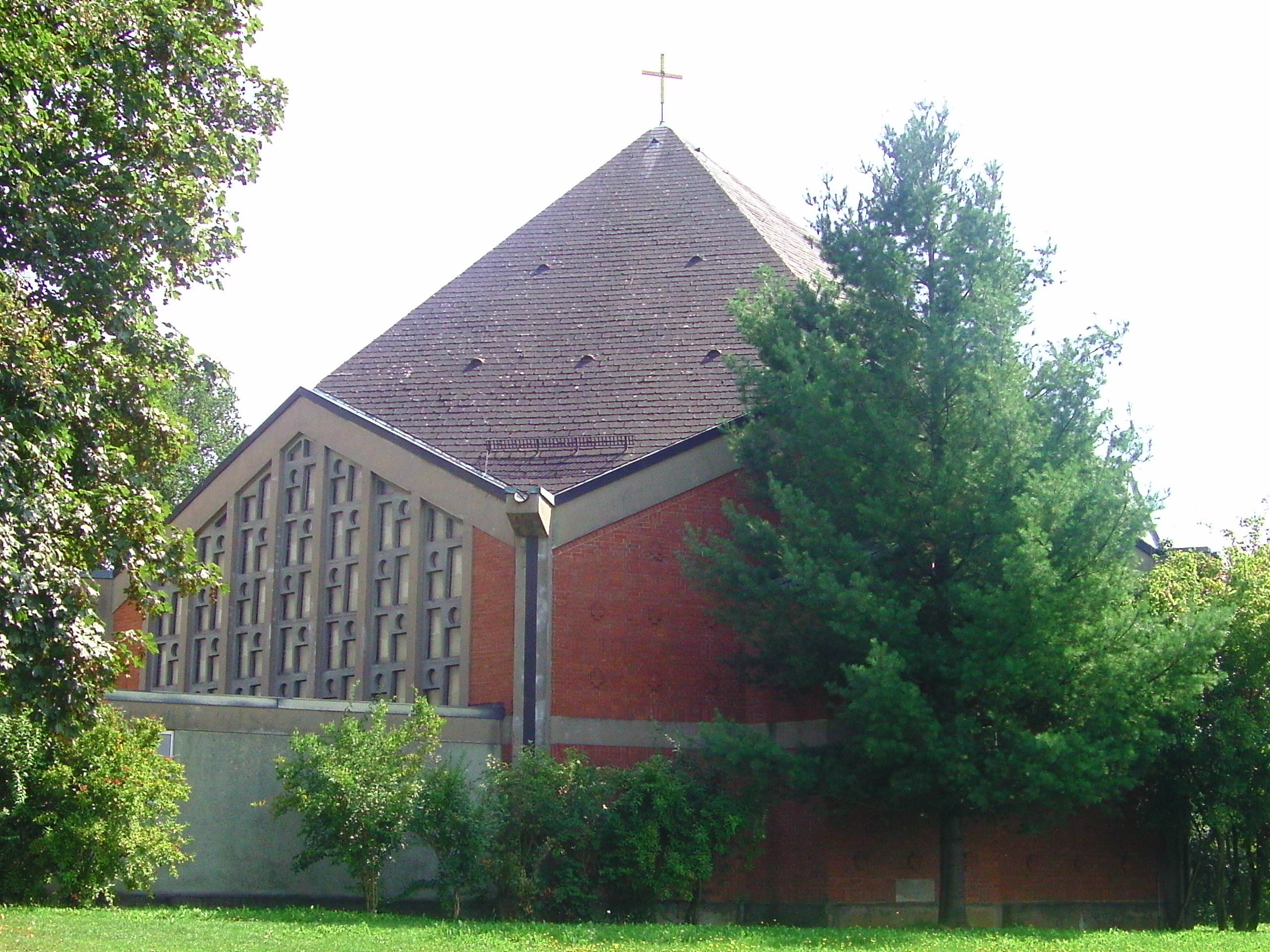
Die Neue Sankt-Peter-Kirche

Die Neue Sankt-Peter-Kirche ist die zweitgrößte und jüngste römisch-katholische Kirche in der Oberpfälzer Kreisstadt Tirschenreuth im Bistum Regensburg. Der Sichtziegelbau wurde in den Jahren 1962/63 nach Plänen von Hans Beckers durch die Steyler Missionare neben ihren Missionsgebäuden errichtet und am 30. Juni 1963 vom damaligen Regensburger Weihbischof Josef Hiltl konsekriert.
Der Grundriss der Kirche stellt das Symbol der Allmacht Gottes, ein regelmäßiges Sechseck dar. Das 21 Meter hohe Spitzdach besitzt die Form eines Zeltes. Bereits ganz den Gedanken des Zweiten Vatikanischen Konzils entsprechend, ist das durch drei Zwischengänge gegliederte Gestühl im Halbrund um den Hauptaltar aus italienischem Travertin angeordnet. Hinter dem Altar befindet sich ein Mosaik des auferstandenen Christus mit einer Wolke.